# Mikołaj Stokowski
Mikołaj Stokowski herbu Jelita – podczaszy łęczycki w latach 1785–1792, konsyliarz konfederacji targowickiej z powiatu łęczyckiego.